# Torre del Charco
La Torre del Charco (Torre del Xarco) es una torre de vigilancia costera que mandó construir Felipe II en el siglo XVI situada a unos seis kilómetros hacia el sur del municipio de Villajoyosa (la Vila Joiosa en valenciano), en la provincia de Alicante, España. Está declarada Bien de Interés Cultural desde 1996. Se trata de una de las torres pertenecientes al grupo de arquitectura defensiva que antiguamente protegía la ciudad contra la piratería, como la Torre Simeón o la Torre del Aguiló.

## Historia
Durante el siglo XVI, la costa alicantina fue víctima de una serie de numerosos ataques de piratas berberiscos en los que Villajoyosa jugó un papel esencial en su defensa. El rey Felipe II ordenó la creación de un proyecto para llevar a cabo nuevas murallas defensivas, que se pueden ver todavía actualmente. Se erigieron también unas torres de vigilancia costeras como parte de la defensa del municipio. Junto con sus murallas se llevó a cabo las obras de la iglesia-fortaleza de la Asunción, de estilo gótico levantino. A finales del siglo XVII se detuvieron los ataques piratas permitiendo así la normalidad defensiva y la vida urbana fuera de las murallas.

## Ubicación
La torre se eleva sobre un saliente rocoso o acantilado, a 31 metros sobre el nivel del mar, encima de la llamada Cala del Charco (Cala del Xarco), una playa canina de piedras que cuenta con un parking para sus visitantes. Con unas vistas privilegiadas del mar Mediterráneo, se puede observar a su derecha hasta el cabo de Santa Pola, con una sucesión de torres y fortalezas de camino, y a su izquierda se puede visualizar hasta el municipio vecino de Benidorm, pasando por Villajoyosa. Alrededor de dicho monumento se pueden encontrar varias casas, algunas de construcción reciente y otras, que están abandonadas, de antigua construcción.

## Descripción

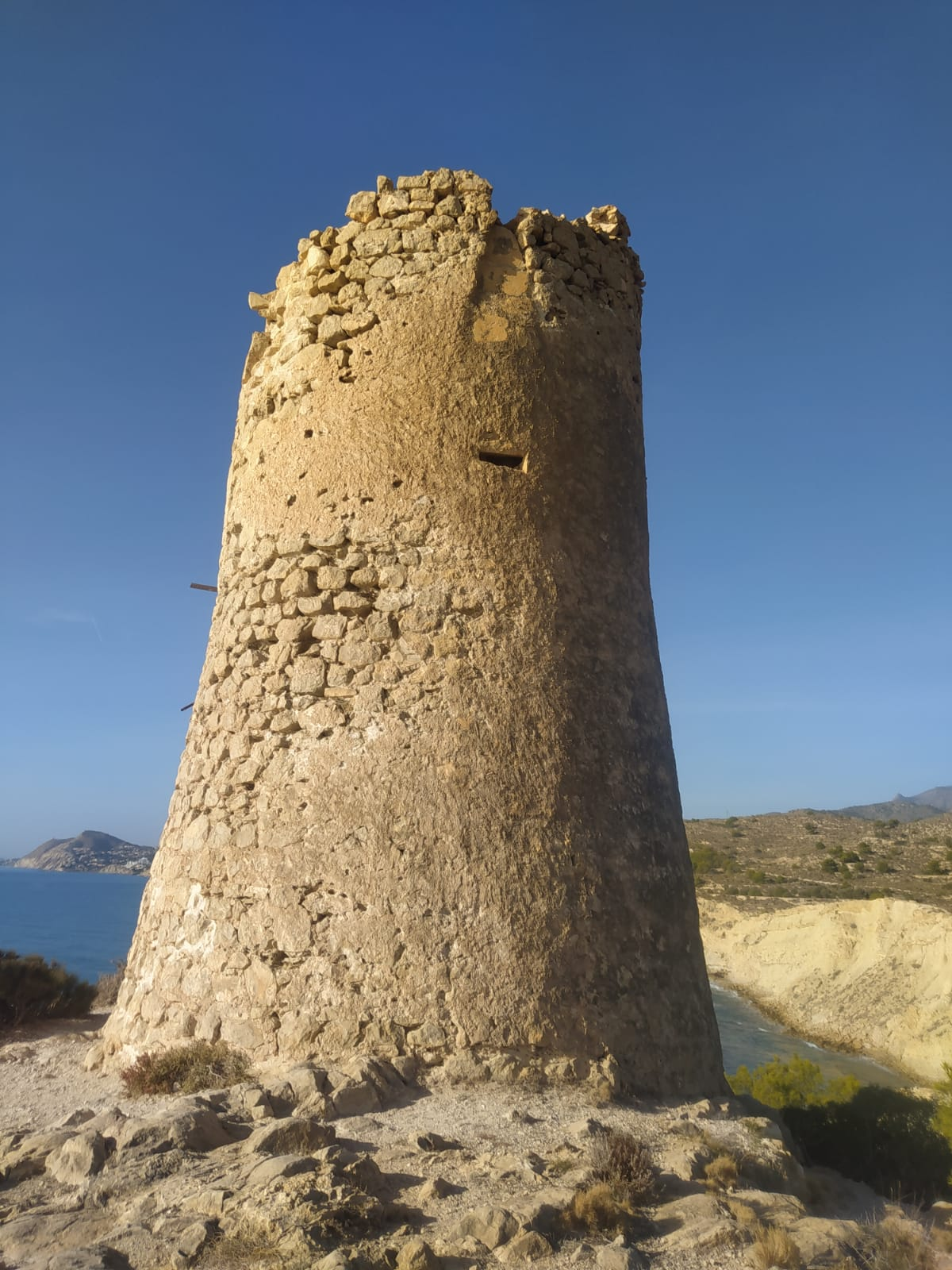

La torre del Charco es de planta circular y base troncocónica de aproximadamente siete metros de diámetro y unos doce de alto. La forma de la base es la misma hasta media altura y a partir de ahí comienza a tener forma cilíndrica. En ella no abundan los huecos, y los que hay son bastante pequeños. El acceso se encuentra a cinco metros de altura de la base de la torre, está hecho con sillares y termina en un arco de medio punto. Al mismo nivel se observan tres huecos horizontales bastante estrechos, que apuntan hacia los restantes puntos cardinales. La colocación de las aspilleras permitía la defensa de la base de la torre. En su interior existe una pequeña habitación situada al nivel del acceso, por lo que la base de la construcción es prácticamente maciza y cuenta con una pequeña terraza plana encima de la habitación.
En cuanto a los materiales y su conservación, está realizada en mampostería irregular trabada con mortero de cal que se regulariza a intervalos haciendo servir una hilada de mampostería dispuesta en sentido horizontal. En su exterior el acabado es un enlucido que anteriormente cubriría la totalidad de la torre, aunque actualmente se haya perdido todo el remate superior. La construcción hoy en día está en muy mal estado con un alto grado de abandono.